# 上威悉
上威悉（德語：Oberweser，發音：[ˈoːbɐˌveːzɐ]；得名于威悉河）是德国黑森州卡塞尔行政区卡塞尔县曾经的一个市镇，面积41.17平方千米，2017年12月31日人口为3,206人。2020年1月1日，上威悉与市镇瓦尔斯堡合并为新市镇威悉塔尔。